# Швеція на зимових Олімпійських іграх 1972
Швеція брала участь у Зимових Олімпійських іграх 1972 року у Саппоро (Японія) водинадцяте за свою історію, і завоювала одну золоту, одну срібну та дві бронзові медалі. Збірну країни представляв 61 спортсмен (49 чоловіків та 12 жінок) у 9 видах спорту.

## Золото
- Лижні гонки, 15 км, чоловіки — Свен-Оке Лундбек.

## Срібло
- Ковзанярський спорт, 500 метрів, чоловіки — Гассе Бер'єс.

## Бронза
- Ковзанярський спорт, 1500 метрів, чоловіки — Йоран Классон.
- Біатлон, 30 км, чоловіки — Ларс-Єран Ардвідсон.